# Justicia boliviana
Justicia boliviana là một loài thực vật có hoa trong họ Ô rô. Loài này được Rusby mô tả khoa học đầu tiên năm 1896.